# Dolmen du Pradinas

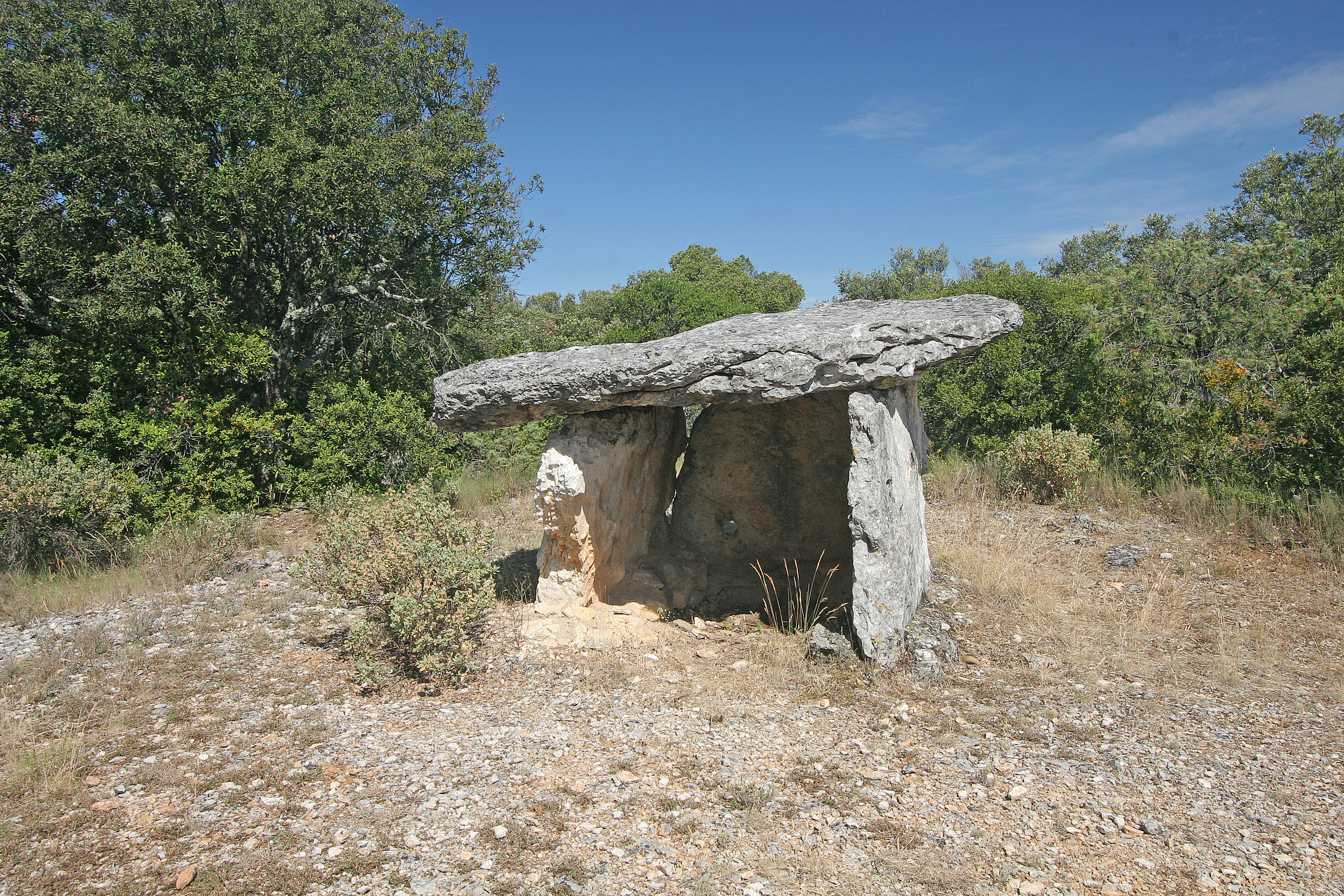
Dolmen du Pradinas

Der Dolmen du Pradinas (auch Pradèches Dolmen genannt) liegt in der Gemeinde Bidon, bei Pierrelatte im Département Ardèche in Frankreich. Dolmen ist in Frankreich der Oberbegriff für neolithische Megalithanlagen aller Art (siehe: Französische Nomenklatur). Er zählt zu den „Dolmens de l’Ardèche“, die mit 800 Dolmen hinter der Bretagne das zweitgrößte megalithische Areal bilden.
Der aus vier Kalksteinplatten bestehende Dolmen du Pradinas liegt mit einer Länge von etwa 1,5 Metern, einer Breite von etwa 1,2 Metern und einer Höhe von 1,5 Metern im mittleren Größenbereich der Dolmen im Département Ardèche. 
Etwa 150 m entfernt liegt der Cromlech du Pradinas.

## Siehe auch

Dolmen du Pradinas
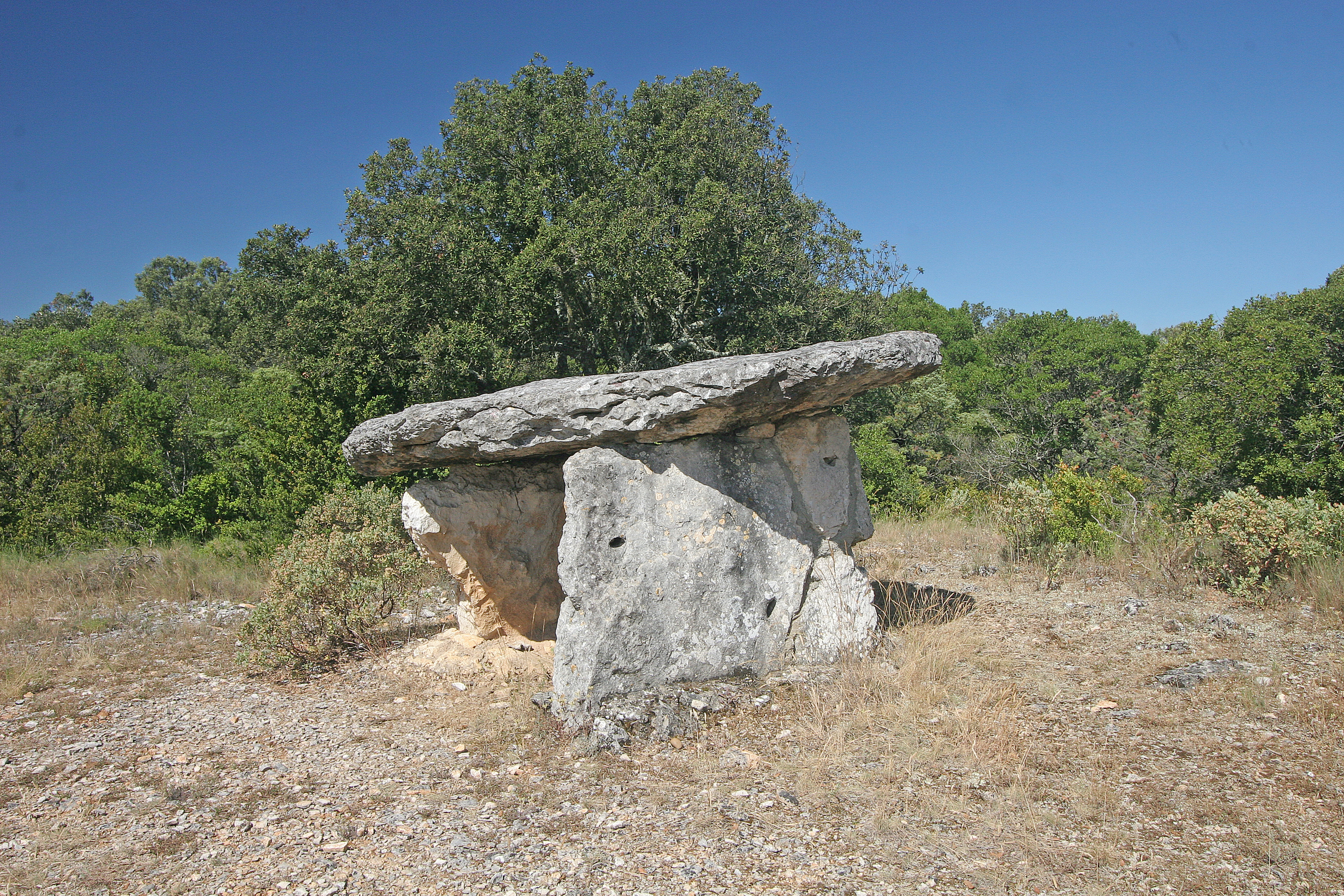
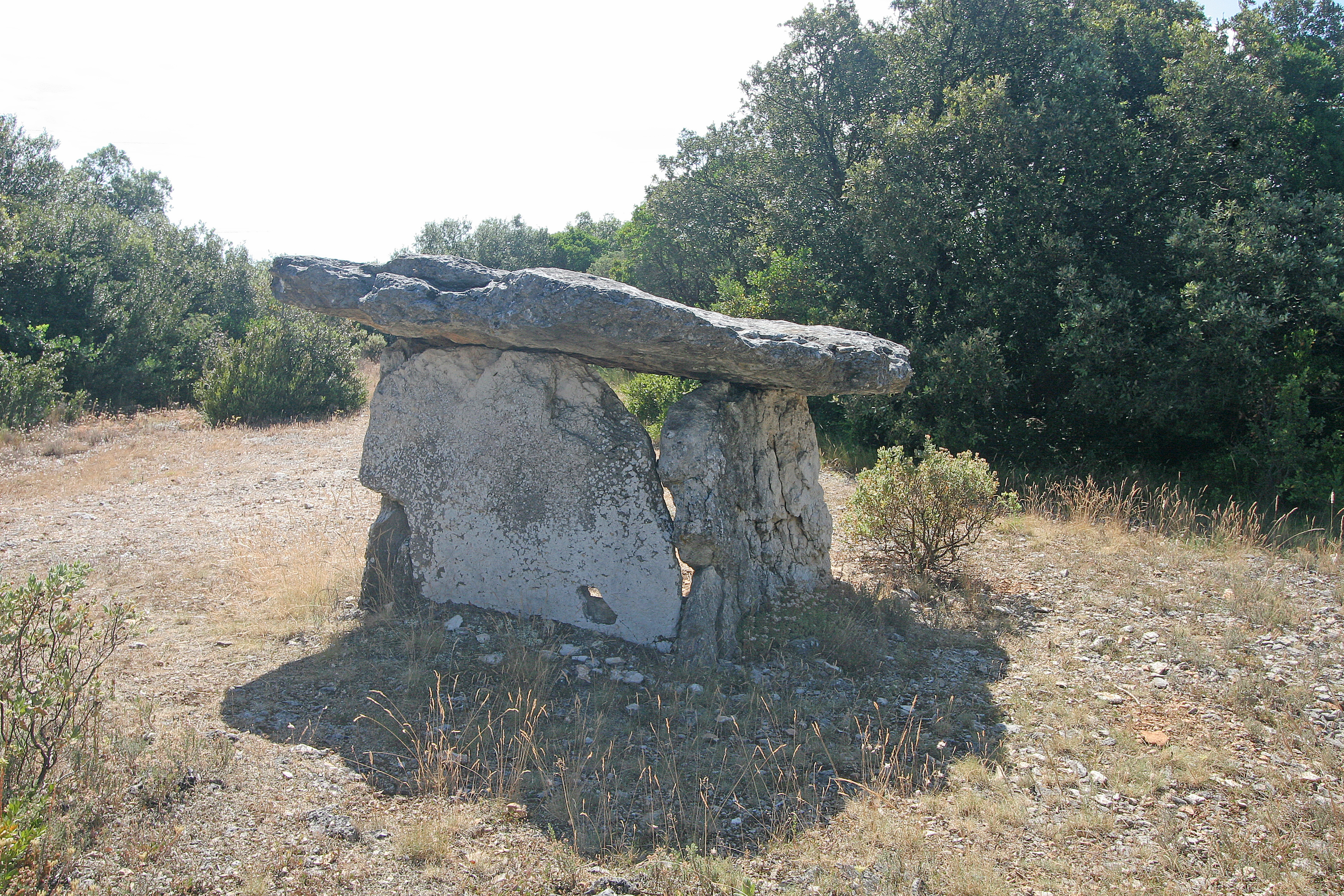
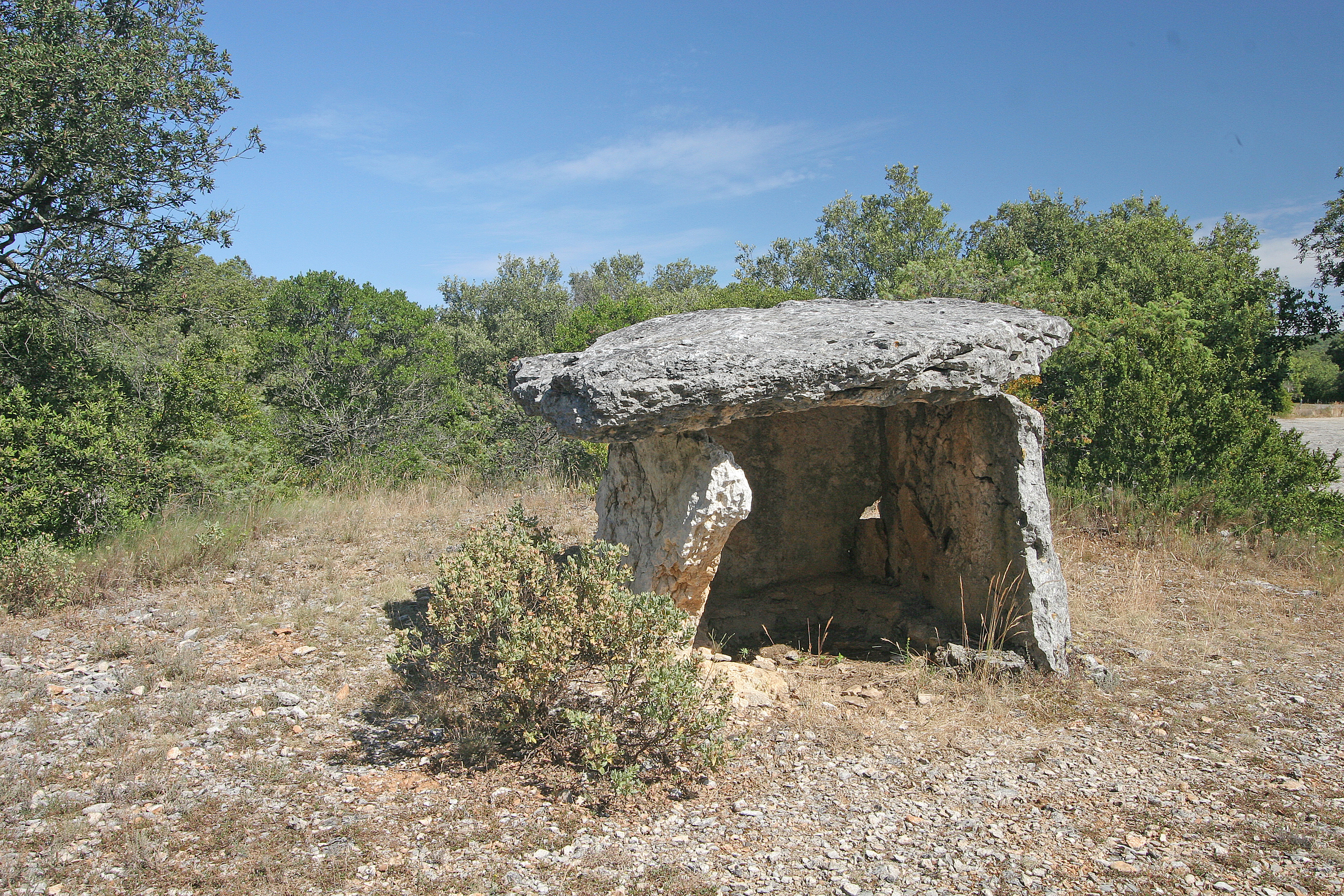